# Haarbach
Haarbach là một đô thị ở huyện Passau bang Bayern thuộc nước Đức.